# Воскресенская церковь (Луганск)
Воскресенская церковь — утраченный православный храм в Луганске.. Построен в 1905 году. Разрушен коммунистами в 1936-м.

## История
Каменная церковь была построена в 1905 году на городском кладбище на средства купца Фёдора Подкопаева.
С 1927 года верующие подчинялись Украинской соборно-епископской церкви. Храм выполнял функции кафедрального собора Луганской епархии, в котором служили архиереи архиепископ Августин Вербицкий и митрополит Феофил Булдовский.
4 октября 1935 года Президиум Всеукраинского центрального исполнительного комитета принял решение о закрытии Воскресенской церкви. Здание храма предполагалось приспособить под клуб завода им. Артёма. В 1936 году в связи с реконструкцией городского центра были сделаны перезахоронения, в том числе был перенесен прах участника гражданской войны А. Пархоменко в сквер Революции, а церковь была взорвана.
В настоящее время на его месте расположена областная телерадиокомпания, а на территории бывшего Воскресенского кладбища — сквер Молодой гвардии.